# ارنست باومایستر
ارنست باومایستر (آلمانی: Ernst Baumeister؛ زادهٔ ۲۲ ژانویهٔ ۱۹۵۷) بازیکن سابق و مربی فوتبال اهل اتریش است.
از باشگاه‌هایی که در آن بازی کرده‌است می‌توان به باشگاه فوتبال لاسک، باشگاه فوتبال آدمیرا واکر مودلینگ، و باشگاه فوتبال آستریا وین اشاره کرد.
وی همچنین در تیم ملی فوتبال اتریش بازی کرده‌است.